# Дерюгине (Дмитрієвський район)
Дерюгине (рос. Дерюгино) — село в Дмитрієвському районі Курської області Російської Федерації.
Населення становить 573 особи. Входить до складу муніципального утворення Дерюгинська сільрада.

## Історія
Населений пункт розташований на території українського етнічного та культурного краю Східна Слобожанщина.
Від 2004 року входить до складу муніципального утворення Дерюгинська сільрада.

## Населення
| 2002 | 2010 |
| ---- | ---- |
| 778  | ↘573 |